# Bohuslav Šťastný
Bohuslav Šťastný (* 23. April 1949 in Chotěboř, Tschechoslowakei) ist ein ehemaliger Eishockeyspieler. Über viele Jahre spielte er in der tschechoslowakischen Extraliga für Tesla Pardubice und der tschechoslowakischen Nationalmannschaft auf dem linken Flügel.

## Karriere
Bohuslav Šťastný absolvierte während seiner Zeit in der höchsten Spielklasse der Tschechoslowakei 504 Ligaspiele in 15 Spielzeiten für Tesla Pardubice. Obwohl er ein eher defensiver Stürmer war, erzielte er dabei 241 Tore. 1973 gewann er mit Pardubice die tschechoslowakische Meisterschaft. Zum Ende seiner Laufbahn erhielt Šťastný die Erlaubnis, ins westliche Ausland zu wechseln. Zusammen mit Vladimír Martinec wechselte er zum ESV Kaufbeuren, für den er und Martinec bis 1985 spielten und dort vom aktiven Sport zurücktraten.
Neben seinen Erfolgen auf Vereinsebene hatte Eduard Novák auch große Erfolge bei internationalen Titelkämpfen. Mit der tschechoslowakischen Herrenauswahl gewann er zwei Medaillen bei Olympischen Winterspielen und sechs Medaillen bei Weltmeisterschaften. Seine erste Berufung in das Nationalteam erhielt er für die Eishockey-Weltmeisterschaft 1971 (Gewinn der Silbermedaille) und nahm ab diesem Zeitpunkt regelmäßig an der Weltmeisterschaft teil. Ein Jahr später wurde er in den Kader für die Olympischen Winterspiele 1972 berufen und gewann die Bronzemedaille. 1976 folgte eine weitere Olympiateilnahme, bei der er mit der tschechoslowakischen Auswahl die Silbermedaille gewann. Im selben Jahr gehörte er auch dem Kader der ČSSR beim Canada Cup an. Im Nationaltrikot erzielte er in 188 Länderspielen 73 Tore für die Tschechoslowakei.

## Erfolge und Auszeichnungen
- Tschechoslowakischer Meistertitel 1973
- Goldmedaille bei den Weltmeisterschaften 1972 und 1976
- Silbermedaille bei den Weltmeisterschaften 1971, 1974 und 1975
- Bronzemedaille bei den Weltmeisterschaften 1973
- Silbermedaille bei Olympia 1976
- Bronzemedaille bei Olympia 1972